# Go Won
Go Won è l'undicesimo singolo del girl group sudcoreano Loona, pubblicato nel 2018. Il brano presenta ufficialmente la cantante Go Won come parte del progetto di pre-debutto delle Loona.

## Tracce
1. One & Only – 2:55 (testo: 박지연 (MonoTree) – musica: Darren Smith, Tammy)
2. See Saw (Chuu & Go Won featuring Kim Lip) – 3:21 (testo: moonc – musica: moonc, Rhoyzk)

## Classifiche
| Classifica (2018) | Posizione massima |
| ----------------- | ----------------- |
| Corea del Sud     | 13                |